# Зарічне (село, Запорізький район)
Зарі́чне — село в Україні, у Тернуватській селищній громаді Запорізького району Запорізької області. Населення — 14 осіб.

## Географія
Село Зарічне розташоване за 95 км від обласного центру та за 6 км від адміністративного центру селищної громади селища Тернувате, на лівому березі річки Гайчул (річка в цьому місці звивиста, утворює лимани, стариці і заболочені озера, на південній околиці села балка Тернувате впадає у річку Гайчул), нижче за течією на відстані 0,5 км розташоване село Піщане, на протилежному березі — село Нечаївка. Найближча залізнична станція — Гайчур (за 6 км).

## Історія
Село засноване до 1932 року. Точну дату наразі не встановлено.
25 квітня 2019 року, в ході децентралізації, Тернуватська селищна рада об'єднана з Тернуватською селищною громадою.
19 липня 2020 року, в результаті адміністративно-територіальної реформи та ліквідації Новомиколаївського району, село увійшло до складу новоутвореного Запорізького району.